# Bank Junction
Koordinaten: 51° 31′ N, 0° 5′ W
Die Bank Junction (deutsch „Bankkreuzung“) ist eine Kreuzung in der britischen Hauptstadt London.

## Lage

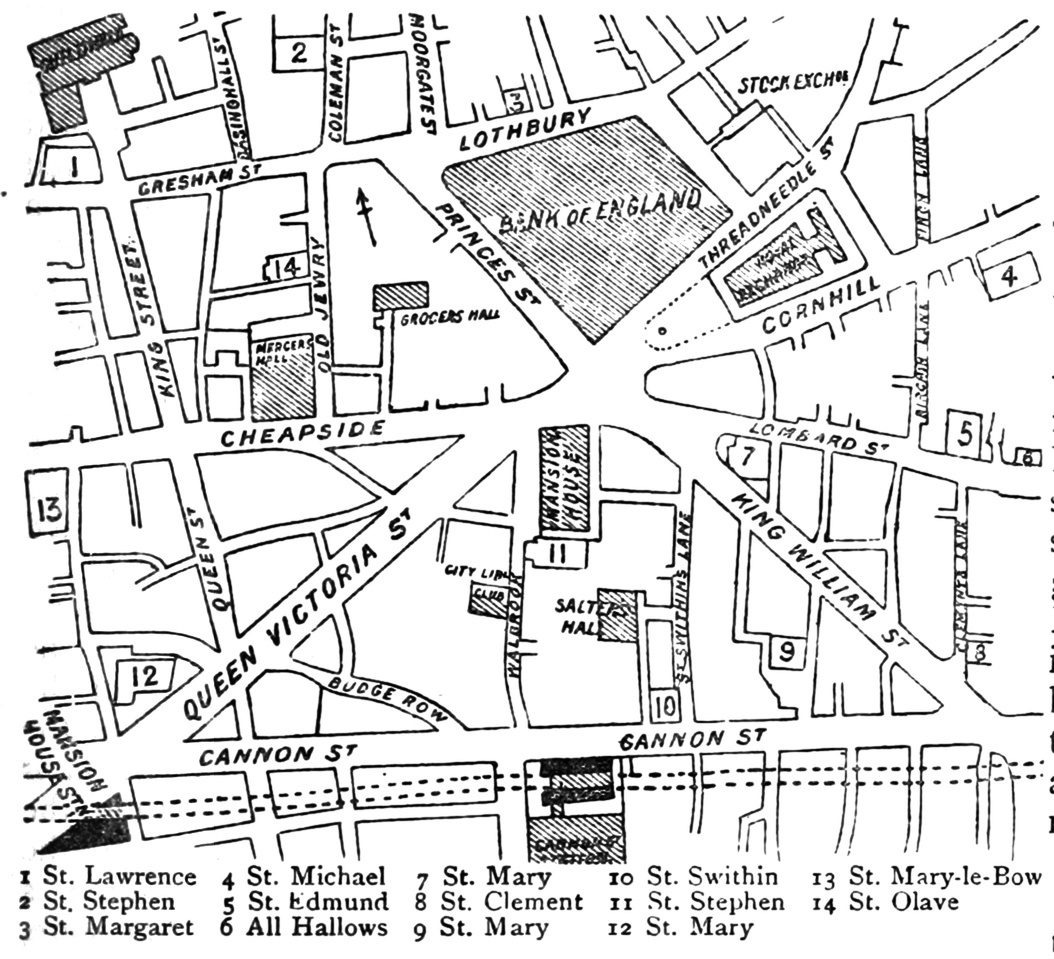
Karte von 1888

Sie liegt mitten in der City of London, dem historischen Kern und heutigem Finanzzentrum der Stadt. Hier gibt es die U‑Bahn-Station Bank und Monument der London Underground und in unmittelbarer Nähe treffen neun Straßen aufeinander (Karte). Hier stehen bedeutende Gebäude wie die Bank of England, die Royal Exchange und das Mansion House.
Bereits zur Römerzeit befand sich hier das Stadtzentrum von Londinium und dieser Platz blieb über die Jahrhunderte hinweg stets einer der geschäftigsten der Hauptstadt.